# William Tenn
Pour les articles homonymes, voir Philip J. Klass.
Ne doit pas être confondu avec William Penn.
Œuvres principales
- Des hommes et des monstres
- Les Escargots de Bételgeuse
- Vénus est un monde fait pour l'homme

William Tenn, de son vrai nom Philip Klass, né le 9 mai 1920 à Londres et mort le 7 février 2010  à Pittsburgh, est un professeur, humoriste et un écrivain américain de science-fiction.

## Biographie
Les parents de Philip Klass émigrent à New York, où il grandit à Brooklyn. Il s'engage dans l'armée américaine durant la Seconde Guerre mondiale, après la guerre, il travaille comme ingénieur pour Bell Labs.
Il a écrit une cinquantaine de nouvelles pour divers magazines comme Galaxy Science Fiction, Fantastic Adventures, Astounding Stories…  Il est l'auteur d'une nouvelle parodique sur le masculinisme : La Révolte masculiniste.
Philip se marie avec Fruma Klass en 1957, ils enseignent l'anglais à université d'État de Pennsylvanie. 
William Tenn a été le professeur de David Morrell. Il est aussi connu pour son sens de l'humour.
Il meurt en 2010 d'une insuffisance cardiaque.

## Œuvres

### Romans
- (en) The Human Angle, 1956 (Ballantine Books)
- (en) Time in Advance, 1958
- (en) Of All Possible Worlds, 1960
- Des hommes et des monstres, OPTA, Galaxie-bis no 16, 1970 ((en) Of Men and Monsters, 1968)Couverture US Boris Vallejo
- (en) The Wooden Star, 1968
- (en) The Square Root of Man, 1968
- (en) The Seven Sexes, 1968

### Nouvelles
Par ordre chronologique de publication aux États-Unis ; la liste ci-dessous n'est pas exhaustive et n'est qu'un extrait des nouvelles écrites.
- (en) Venus and the Seven Sexes, 1947
- Moi, moi et moi, Histoires de voyages dans le temps, Le Livre de poche no 3772, 1975 ((en) Me, Myself and I, 1947)
- Un flirgleflipologue de génie, 1950, in Fantastic Adventures
- Un système non-P, Histoires de fins du monde, Le Livre de poche no 3767, 1984 ((en) Null-P, 1951)
- Vénus est un monde fait pour l'homme, Derai, OPTA, Galaxie-bis no 42, 1975 ((en) Venus Is a Man's World, 1951)
- Les Escargots de Bételgeuse, OPTA, Galaxie no 8, 1964 ((en) Betelgeuse Bridge, 1951)
- Le Farceur, Histoires à rebours, Le Livre de poche no 3773, 1976 ((en) The Jester, 1951)
- La Libération de la Terre, Histoires de guerres futures, Le Livre de poche no 3819, 1984 ((en) The Liberation of Earth, 1953)
- (en) Children of Wonder, 1953
- Commandant de morts-vivants, 1965 ((en) Down Among the Dead Men, 1954)Titrée également Descente au pays des morts
- Le Tout et la Partie, Histoires d'envahisseurs, Le Livre de poche no 3779, 1984 ((en) Party of the two parts, 1954)
- Comment fut découvert Morniel Mathaway, Histoires de voyages dans le temps, Le Livre de poche no 3772, 1975 ((en) The Discovery of Morniel Mathaway, 1955)
- Paiement d'avance, 1956 ((en) Time in Advance, 1956)
- La Ruée vers l’Est, Histoires de fins du monde, Le Livre de poche no 3767, 1974 ((en) Eastward Ho!, 1958)
- Descente au pays des morts, Histoires d'immortels, Le Livre de poche no 3784, 1984 ((en) Down among the dead men, 1958)
- La Révolte masculiniste, Histoires de rebelles, Le Livre de poche no 3813, 1984 ((en) The Masculinist Revolt, 1965)proposée au Prix Nebula de la meilleure nouvelle longue
- (en) A Lamp for Medusa, 1968
- (en) On Venus, Have We Got a Rabbi, 1974Nommée au prix Locus de la meilleure nouvelle longue en 1975
- Jeu d'enfant ((en) Child's play)

### Anthologies
- (en) The Square Root of Man, 1981
- (en) Immodest Proposals: The Complete Science Fiction of William Tenn, Volume 1, 2001
- (en) Here Comes Civilization: The Complete Science Fiction of William Tenn, Volume 2, 2001